# My Secret Life (Album)
My Secret Life (engl. für Mein Geheimes Leben) ist ein Studioalbum des britischen Rocksängers Eric Burdon, welches 2004 veröffentlicht wurde. Enthalten ist unter anderem die Single "Once Upon a Time". Das Album war ein kommerzieller Misserfolg und platzierte sich lediglich in den deutschen Albumcharts.

## Hintergrund
Als nach 16 Jahren erstmals die Arbeiten an einem Studioalbum, welches 12 Titel hatte, abgeschlossen waren, wurde die Platte 2004 als sein "Comeback-Album" veröffentlicht. Kurz vor der Veröffentlichung hörte Burdon sich mitten in der Nacht ein Album von Leonard Cohen an, auf dem das Lied "In my Secret Life" enthalten war. Er rannte zurück ins Studio und beschloss einen 13. Titel auf die Platte zu bringen.
Außerdem unterscheiden sich die 13 Titel erstmals enorm von Burdon's vorheriger Rock/Hardrock-Musik, so gibt es traditionelle Rockballaden wie "Factory Girl", Bluestitel wie "Once upon a Time" aber "jazzige" Lieder wie "Heaven" oder Leonard Cohen's "In my Secret Life".

## Songs
- "Once upon a Time" ist ein Blueswerk, das Burdon von Robert Blackely kannte und es überarbeitete. In diesem Lied singt Burdon von seiner Zeit, als er noch in der Schule war und sich in ein Mädchen verliebte. Er erwähnt u. a. Marvin Gaye, Sam Cooke, Elvis Presley und Otis Redding. Es war die einzige Single-Auskopplung des Albums.

- "Over the Border" ist ein Rocksong, den Burdon von Komponist/Songwriter David Munyon geschrieben bekam.
- "Heaven" war im Original von den Talking Heads und wurde von Burdon umgeschrieben, weil die Bar namens Heaven eine positive Seite darstellen sollte.

- "Broken Records" ist eine Ballade. In einer der ersten Zeilen wird der verstorbene Soul-Sänger James Brown erwähnt.

- "Can't kill the Boogieman" wurde von Burdon geschrieben und beginnt ähnlich wie Norman Greenbaum's Spirit in the Sky.

## Titelliste
1. Once Upon a Time
2. Motorcycle Girl
3. Over the Border
4. The Secret
5. Factory Girl
6. Highway 62
7. Jazzman
8. Black and White World
9. Heaven
10. Devil Slide
11. Broken Records
12. Can't kill the Boogieman
13. In My Secret Life

## Charts
| Land (2004) | Chartplatzierung | Auszeichnung |
| ----------- | ---------------- | ------------ |
| Deutschland | 93               | -            |